# روبرت روزويل بالمر
روبرت روزويل بالمر (بالإنجليزية: Robert Roswell Palmer)‏ هو مؤرخ وأستاذ جامعي أمريكي، ولد في 11 يناير 1909 في شيكاغو في الولايات المتحدة، وتوفي في 11 يونيو 2002 في نيوتاون باكز مقاطعة في الولايات المتحدة.